# Seznam osobností vyznamenaných 28. října 2015
Toto je seznam osobností, které vyznamenal prezident České republiky Miloš Zeman u příležitosti oslav Dne vzniku samostatného československého státu 28. října 2015.

## Návrhy
Návrh na udělení státního vyznamenání může prezidentovi podat občan, skupina občanů či organizace. Ze zákona své návrhy předkládá také Poslanecká sněmovna, Senát a vláda. Prezident však k návrhům nemusí přihlížet a může vyznamenat také bez návrhu. Obě parlamentní komory shromažďovaly náměty od veřejnosti do konce března, Poslanecká sněmovna jich obdržela 32, z toho 15 in memoriam, dalších více než 38 přišlo do Senátu.
Organizační výbor Poslanecké sněmovny Parlamentu ČR na základě podkladů svého podvýboru pro přípravu návrhů na propůjčení nebo udělení státních vyznamenání dne 17. června 2015 doporučil sněmovně seznam 33 osobností určených k vyznamenání. Sněmovna na své 29. schůzi dne 7. července návrh přijala jako usnesení č. 797. Šlo o 1 nominaci na propůjčení Řádu Bílého lva vojenské skupiny, 5 nominací na propůjčení Řádu Tomáše Garrigua Masaryka, 2 na udělení Medaile Za hrdinství a 25 na udělení Medaile Za zásluhy.
Senát Parlamentu ČR na své 10. schůzi dne 22. července 2015 schválil návrh se seznamem 37 osobností doporučených k vyznamenání: 6 na Řád Bílého lva, 8 na Medaili Za hrdinství a 23 na Medaili Za zásluhy, z nich celkem 9 in memoriam.

## Seznam vyznamenaných

### Řád Bílého lva vojenské skupiny I. třídy
- Josef František (in memoriam) – za zvláště vynikající zásluhy ve prospěch České republiky a za bojovou činnost

### Řád Tomáše G. Masaryka I. třídy
- František Kriegel (in memoriam) – za vynikající zásluhy o rozvoj demokracie, humanity a lidská práva.

### Medaile Za hrdinství
- Petr Vejvoda (in memoriam) – za záchranu lidského života

### Medaile Za zásluhy I. stupně
- Július Binder – za zásluhy o stát v oblasti vědy
- František Ringo Čech – za zásluhy o stát v oblasti umění
- Armin Delong – za zásluhy o stát v oblasti vědy
- Dalibor Dědek – za zásluhy o stát v oblasti hospodářské
- Pavel Dostál (in memoriam) – za zásluhy o stát
- Helena Fibingerová – za zásluhy o stát v oblasti sportu
- Jitka Frantová Pelikánová – za zásluhy o stát v oblasti umění
- Ludvík Hess – za zásluhy o stát
- Jiří Hlavatý – za zásluhy o stát v oblasti hospodářské
- Eduard Janota (in memoriam) – za zásluhy o stát
- Ludvík Karl – zásluhy o stát v oblasti hospodářské
- Aleš Knížek – za zásluhy o stát v oblasti vědy
- Antonín Jaroslav Liehm – za zásluhy o stát v oblasti kultury
- Jiří Mánek – za zásluhy o stát
- Petr Moos – za zásluhy o stát v oblasti vědy
- Václav Neckář – za zásluhy o stát v oblasti umění
- Pavel Nedvěd – za zásluhy o stát v oblasti sportu
- Václav Pavlíček – za zásluhy o stát v oblasti vědy
- Jan Petránek – za zásluhy o stát
- Václav Petříček – za zásluhy o stát v oblasti vědy
- Bohdan Pomahač – za zásluhy o stát v oblasti vědy
- František Radkovský – za zásluhy o stát
- Jaroslav Rybka – za zásluhy o stát
- Marie Svatošová – za zásluhy o stát
- Libuše Šafránková – za zásluhy o stát v oblasti umění
- Pavel Šporcl – za zásluhy o stát v oblasti umění
- Ladislav Štaidl – za zásluhy o stát v oblasti umění
- Danuše Táborská – za zásluhy o stát v oblasti vědy
- Milan Teplý – zásluhy o stát v oblasti hospodářské
- Miroslav Toman, starší – zásluhy o stát v oblasti hospodářské
- Karel Weirich (in memoriam) – za zásluhy o stát
- Jiří Žáček – za zásluhy o stát v oblasti umění

## Kontroverze

### Výběr pozvaných
Miloš Zeman na slavnostní obřad nepozval, stejně jako v minulých letech (2013 i 2014), dva rektory vysokých škol, s nimiž měl dříve osobní spor: Mikuláše Beka z Masarykovy univerzity v Brně a Libora Grubhoffera z Jihočeské univerzity v Českých Budějovicích. Česká konference rektorů reagovala interním ujednáním, že se ceremoniálu nezúčastní žádný z rektorů 26 českých veřejných vysokých škol.
Další nepozvanou osobností se stala norská velvyslankyně Siri Ellen Sletnerová. Její pozvání prezident zrušil počátkem října v reakci na postup norských úřadů v kauze rodiny Michalákových. Dne 6. října totiž úřady rozhodly o odebrání rodičovských práv Evy Michalákové ke dvěma synům, Denisovi a Davidovi, které jí tamní sociální služba odebrala již v květnu 2011 pro podezření ze zneužívání a zanedbávání.